# Israel Hoffmann
Israel Hoffmann (1876, Hocker, Departamento Colón, Entre Ríos - 1971, Paraná, Entre Ríos) fue un escultor argentino de origen judío. Sus obras adornan los espacios públicos de diversas ciudades de la Argentina, destacándose las que se encuentran en Paraná, ciudad en la que ejerció la docencia durante muchos años y en la cual hay expuestas una gran cantidad de obras suyas en las distintas plazas.
Hoffman también es conocido por ser el autor del cuadro-placa "Guardia Vieja – Tango", originalmente montado en una pared de Caminito (La Boca), y que sirvió de base para la portada del clásico disco Gaucho (1980), de la banda de rock y jazz-fusión estadounidense Steely Dan.